# Économie de l'Andorre
Jusque dans les années 1950, l'économie de l'Andorre reposait essentiellement sur le bois, le pastoralisme et la production du tabac, qui y pousse en abondance. De nos jours, l'économie de l'Andorre est basée surtout sur le tourisme et les services bancaires. Ce petit pays attire pres de 3 millions de visiteurs par an, essentiellement pour les sports d'hiver et pour ses eaux thermales. C'est[réf. nécessaire] ainsi un paradis bancaire et fiscal qui attire les personnalités fortunées des pays voisins même si la principauté se défend de cacher de l'argent.
Le produit national atteint plus de 5.000 millions de dollars (2015), soit un produit national brut (PNB) de 60,000 dollars par habitant.
L'Andorre pays ne possède ni aéroport, ni voie ferrée mais dispose d'un excellent système routier.
Tout comme d'autres micro-États, Andorre était un paradis fiscal.

## Tourisme
Le tourisme forme un des piliers de l'économie andorrane. Il en existe de plusieurs sortes, le tourisme de passage, le tourisme blanc ou encore le tourisme montagnard.

### Tourisme de passage
Le tourisme de passage fut l'un des premiers et surtout toujours un des plus rentables de la principauté. Ce type de tourisme consiste à profiter des prix plutôt attractifs en Andorre, notamment sur l'alcool et le tabac (qui sont jusqu'à 2.5 fois moins chers qu'en France) mais aussi sur les produits pétroliers et informatiques. L'Andorre ne lève, en effet, qu'une petite TVA sur ce type de produits. Cependant les Andorrans apprécient de moins en moins le statut de « supermarché » que l'on attribue à leur pays et malgré les enjeux économiques certaines taxations modérées sont depuis peu en vigueur ou en projet.

### Tourisme blanc
Ce tourisme vient surtout pour profiter des stations de ski présentes en Andorre. La principauté propose en effet trois principales stations de sports d'hiver :
- Grand Valira
- Vallnord
- La Rabassa

La station de Grand Valira, formée de deux domaines (Pas de la Casa-Grau Roig et Soldeu-El Tarter) est d'ailleurs la plus grande des Pyrénées. Vallnord est elle aussi une des plus grandes du massif. De nombreuses autres activités d'hiver y sont d'ailleurs proposées. Quant à La Rabassa, c'est une station de ski de fond qui a elle aussi diversifiée ses activités notamment avec l'ouverture du Tobotronc.

### Tourisme montagnard
C'est le massif des Pyrénées qui attire ce tourisme. Le pays essaye d'ailleurs de le développer en améliorant les chemins de randonnées et en le mettant plus en valeur notamment avec La ruta del Ferro, chemin retraçant le chemin des mineurs sur lequel diverses statues y ont été ajoutées. La vallée du Madriu a par ailleurs été classée au patrimoine naturel mondial par l'Unesco.
Les stations se reconvertissent elles aussi l'été pour faire découvrir la montagne aux touristes, la station de Vallnord a par exemple ouvert un chemin praticable dans une grande partie de la station et destiné au cyclisme.

### Autre type de tourisme
Il y a aussi le tourisme attiré par le thermalisme, avec le célèbre complexe thermoludique de Caldea. De nombreux touristes sont aussi attirés par le patrimoine architectural remarquable de la principauté, religieux notamment. Il y a en effet de nombreuses petites églises romanes très appréciées entre autres pour leurs fresques (dont certaines sont exposées au Musée national d'art de Catalogne de Barcelone. On peut entre autres citer Sant Joan de Caselles, La Cortinada, Sant Roma de les Bons, Sant Miquel d'Engolasters et d'autres. On peut aussi admirer le vieux Andorre-la-Vieille composé de très vieilles maisons d'époque médiévale avec la célèbre Maison des vallées (Casa de la Vall), cœur politique de l'Andorre avec le Govern d'Andorre. L'architecture plus moderne est elle aussi bien représentée avec Caldea ou encore le nouveau sanctuaire de Meritxell.

### Consommation de tabac
L'Andorre est également connue pour l'achat de tabac, avec une hausse de la consommation de tabac de 50% en 2020 pendant le confinement et la fermeture des frontières.

## Secteur primaire

### Secteur agricole
Le secteur agricole repose principalement sur la production de tabac et l'élevage. Constituant la base traditionnelle de l'économie andorrane, le secteur ne représentait toutefois en 2017 plus que 0,5 % du produit intérieur brut andorran,. En proportion, le secteur emploie 0,3 % de la population active du pays soit environ 150 personnes.
Les champs de tabac occupent en 2019 une surface de 147 ha dont 47 ha sur la seule paroisse de Sant Julià de Lòria, ce qui en fait la première culture du pays par surface occupée. La surface de ces champs de tabac est néanmoins en diminution régulière (209 ha en 2001, puis 159 ha en 2010).
L'élevage est essentiellement de nature ovine (avec 2 400 têtes en 2019) et bovine (1 500 têtes en 2019). Le cheptel ovin, principalement présent dans les paroisses de Sant Julià de Lòria et d'Encamp est en diminution régulière depuis 1990, date à laquelle on comptait près de 5 600 têtes dans le pays,. Les bovins, principalement élevés dans la paroisse de Sant Julià de Lòria, ont quant à eux une population stable sur cette même échelle de temps,.
Récemment, la production agricole andorrane s'est diversifiée avec le développement de cultures de qualité : miel, pommes de terre, vigne.

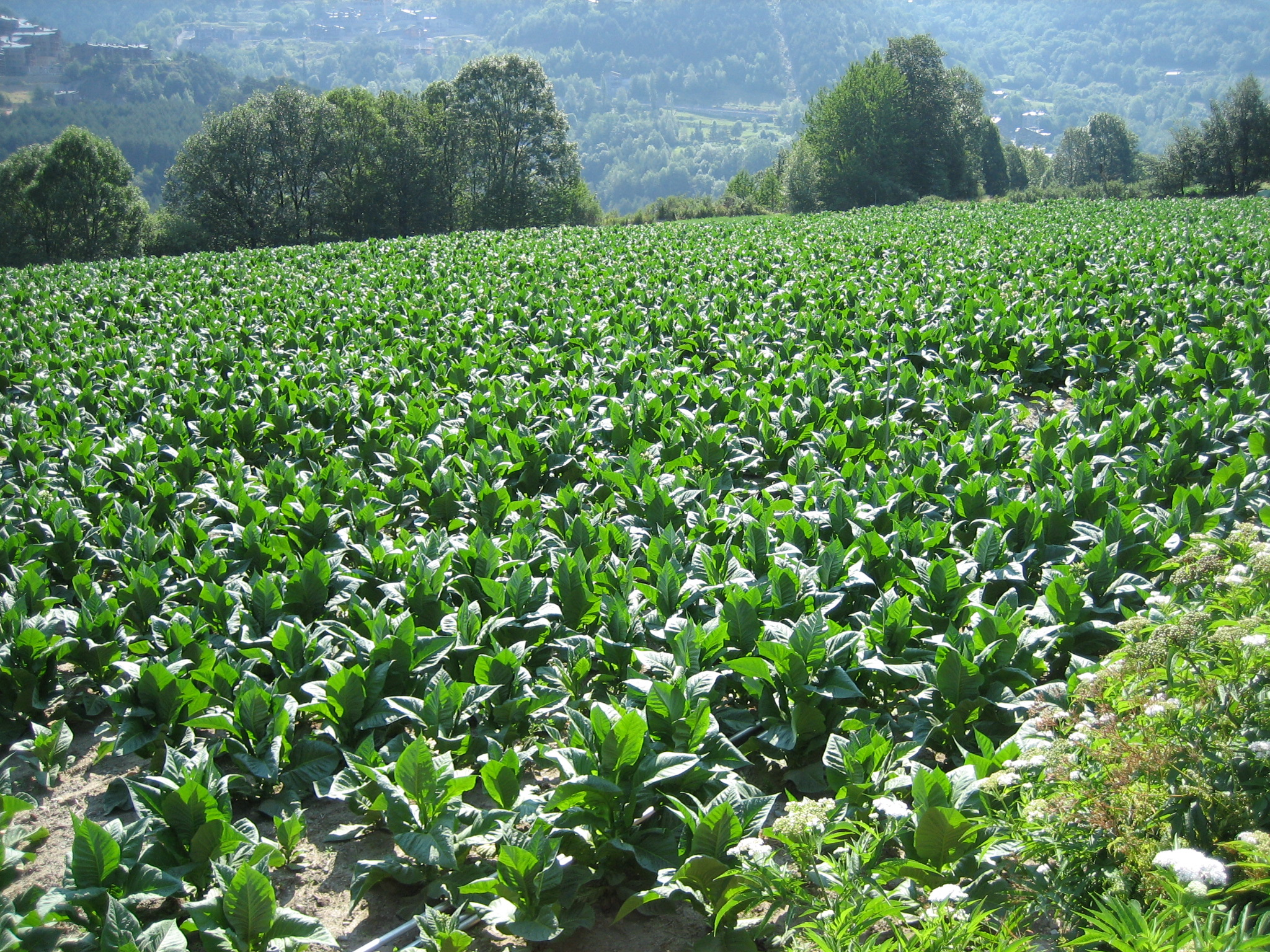
Champ de tabac à Sispony
Surface de cultures de tabac par paroisse
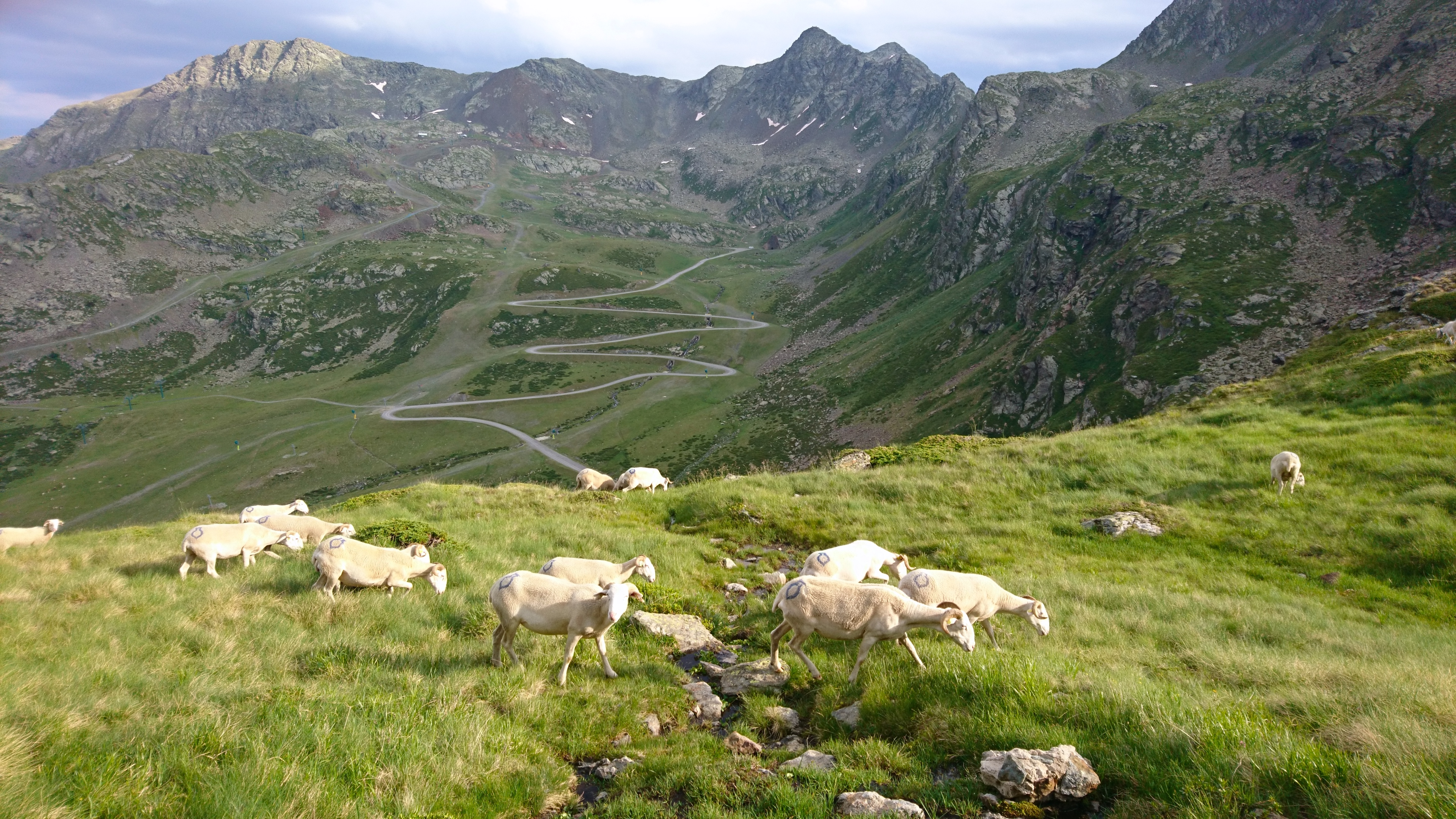
Troupeau de moutons à Arcalís

### Autres branches du secteur primaire
L'exploitation minière n'est plus pratiquée de nos jours en Andorre bien que celle-ci ait représenté un pan important de l'économie du XVIIe siècle jusqu'à la fin du XIXe siècle. Le minerai de fer, notamment extrait de la vallée de Sorteny était alors exploité dans des forges à la catalane principalement situées dans la vallée de la Valira del Nord.
La pêche est principalement pratiquée en tant qu'activité de loisir en Andorre du fait de la présence de truites dans les lacs et cours d'eau de montagne. Le poisson consommé est essentiellement importé de Catalogne.

## Fiscalité
L’Organisation de coopération et de développement économiques a émis un rapport en 2004 sur la fiscalité des principautés où l'organisme s'indigne de la situation de l'Andorre. À noter la présence sur ce rapport d'autres principautés comme Monaco ou la Principauté du Liechtenstein. L'Andorre est d'ailleurs considérée comme un paradis fiscal par de nombreux pays à haute fiscalité. Elle ne lève en effet qu'une petite TVA, elle ne prélève pas d'impôts sur le revenu ou sur la fortune. La fiscalité est donc légère, le pays n'a que 2 % de fonctionnaires, les revenus de l'état ne venant principalement que des droits de douane, des registres des marques, de la taxe d'habitation ou de la taxe sur les véhicules. 
Pour ce qui est de la situation bancaire, l'Andorre est aussi considérée comme un paradis bancaire. L'Andorre ne tient cependant pas à passer pour un pays où se pratique le blanchiment d'argent ou l'évasion fiscale et s'en est souvent défendue (à noter la condamnation de Philippe Jeantot pour ses dépôts d'origine frauduleuse dans une banque d'Andorre).
Durant les années 2010, Andorre régularise petit à petit sa fiscalité, en permettant l'échange automatique d'informations sur les comptes bancaires des résidents, en instaurant des taxes sur les entreprises à 10 % ou encore en créant une TVA à 4,5 % et un impôt sur les personnes physiques de 10 %.
En 2023, l'Andorre a signé plusieurs conventions fiscales de non double imposition : avec la République Française, l'Espagne, le Luxembourg, le Liechtenstein, la République du Portugal, les Émirats Arabes Unis, Malte, Chypre.

## Monnaie
Située entre la France et l'Espagne, l'Andorre a longtemps utilisé les devises de ces deux pays en même temps, la peseta et le franc français. Le 1er janvier 2002, bien que ne faisant pas partie de l'Union européenne, elle a de facto adopté la même devise que ces deux pays, l'euro, sans pour autant avoir le pouvoir d'émission. 
Après de longues négociations, elle a signé le 30 juin 2011 un accord avec l'Union européenne officialisant cette utilisation, toujours sans droit d'émission mais l'autorisant, sous certaines conditions, à frapper un certain nombre de pièces de monnaie en euros comme le font déjà d'autres États non-membres (Monaco, Saint-Marin et le Vatican). Les premières pièces sont prévues en 2014.